# Clodia flavoguttata
Clodia flavoguttata là một loài bọ cánh cứng trong họ Cerambycidae.